# テレビ・ファンタジー
『テレビ・ファンタジー』 は、NHK教育テレビで1961年5月13日から1962年1月27日まで全7回放送された人形劇（全7回）。

## 概要
人形劇シリーズ『マリオネット』の最終作のひとつ。

## 放送リスト
| 回     | タイトル | 放送日         |
| ------ | -------- | -------------- |
| 1      | 生きる   | 1961年5月13日  |
| 2      | 愛       | 1961年5月27日  |
| 3      | 不安     | 1961年7月8日   |
| 4      | 孤独     | 1961年7月29日  |
| 5      | 暁に     | 1961年10月28日 |
| 6      | 嫉妬     | 1962年1月13日  |
| 最終回 | 欲望     | 1962年1月27日  |

## 演劇
- また、1953年にNHK総合テレビで放送された関係ない単発番組もあったが、生放送だったため、この単発番組の映像は存在しない。
  - また、1967年頃に同じチャンネルで放送されたものも存在する。